# Ледниковое (озеро, Архангельская область)
Ледниковое — озеро на Северном острове Новой Земли, административно принадлежит Архангельской области России.
Озеро имеет ледниковое происхождение, образовано подпором воды грядами конечных морен ледников при их отступлении. В длину водоём превосходит 29 км, площадь водосборного бассейна — 740 км². Озеро расположено на низменности, протянувшейся в широтном направлении от бухты Северная Сульменева на западном берегу до ледника в центральной части острова.
Согласно официальным данным, площадь поверхности озера составляет 48,9 км², но так как в озеро впадают выводные языки пяти ледников, то его площадь значительно изменяется в зависимости от глубины распространения этих ледников в озеро. В связи с современным потеплением климата, за период времени с 1999 по 2016 год границы ледников в озере отступили более чем на километр, тем самым значительно увеличив его площадь. Как результат отступления ледников, в озере образовалась цепь новых островов в его западной части, а его площадь, скорее всего, превзошла площадь озера Гольцовое и, тем самым, Ледниковое стало самым крупным внутренним водоёмом на архипелаге Новая Земля[уточнить]. Помимо пяти ледников, непосредственно впадающих в озеро, к нему спускаются еще около полутора десятков ледников, которые не достигают воды.